# Ádám Komlósi
Ádám Komlósi (Budapest, 6 dicembre 1977) è un ex calciatore ungherese, di ruolo difensore.

## Palmarès

### Club

#### Competizioni nazionali
- Campionato ungherese: 2

Debrecen: 2008-2009, 2009-2010
- Coppa d'Ungheria: 1

Debrecen: 2007-2008
- Supercoppa d'Ungheria: 2

Debrecen: 2007, 2009